# Колінець Володимир Володимирович
Володимир Володимирович Колінець (нар. 19 вересня 1950, с. Кудинівці — 14 листопада 2020, м. Тернопіль) — український громадсько-політичний діяч, публіцист, літературознавець, педагог. Народний депутат України 1-го скликання (від 1990). Депутат Тернопільської міської ради (1990), Тернопільської обласної ради 2-го скликання (1994).
Член Тернопільської міської громадської організації «Інститут національного відродження імені Ігоря Герети».

## Життєпис

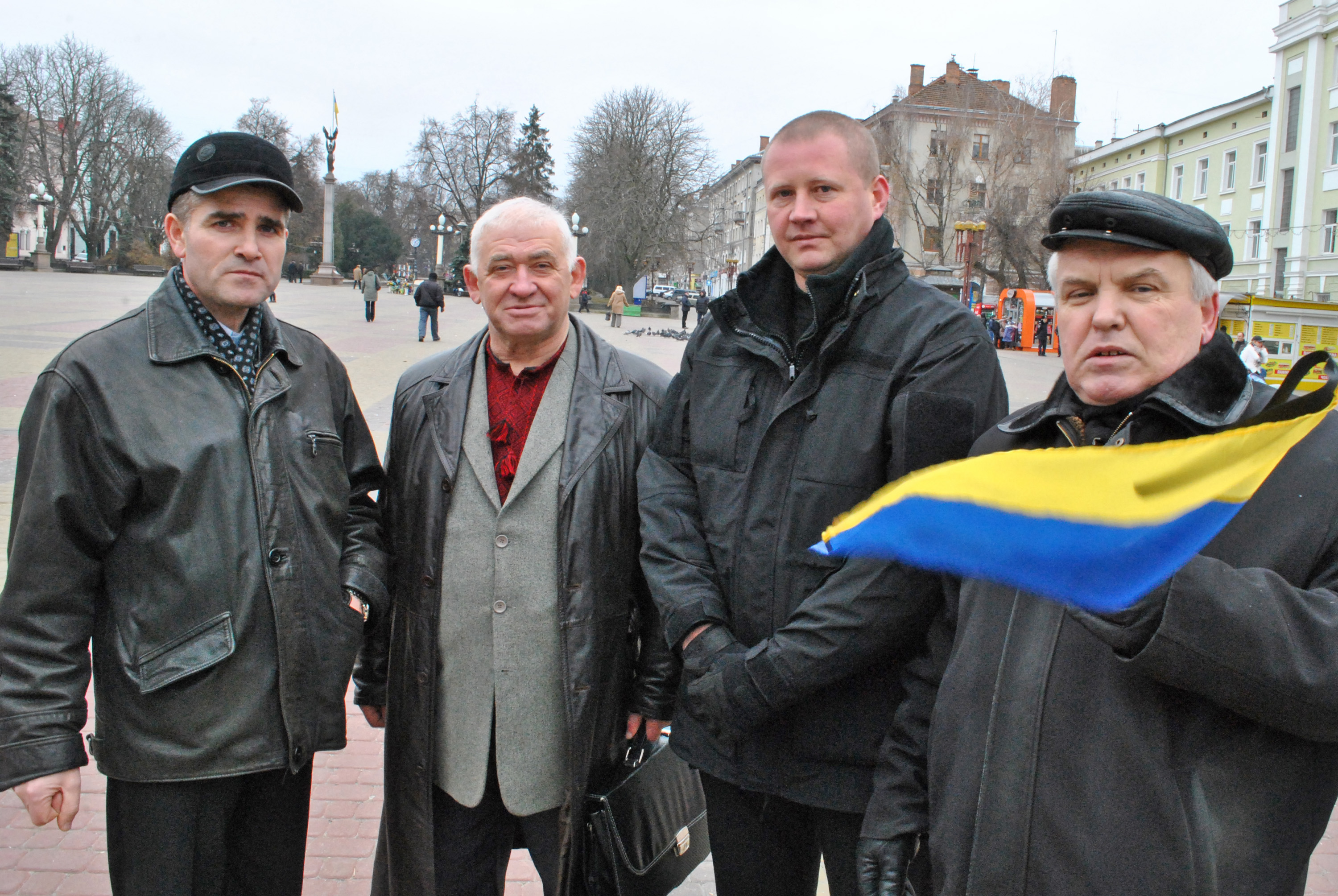
Володимир Колінець (другий зліва) і Володимир Соляр (третій зліва)

Володимир Колінець народився 19 вересня 1950 року в селі Кудинівці Зборівського району Тернопільської області України.
Закінчив Львівський університет (1977, нині Львівський національний університет імені Івана Франка), Академію державного управління при Президентові України (2001).

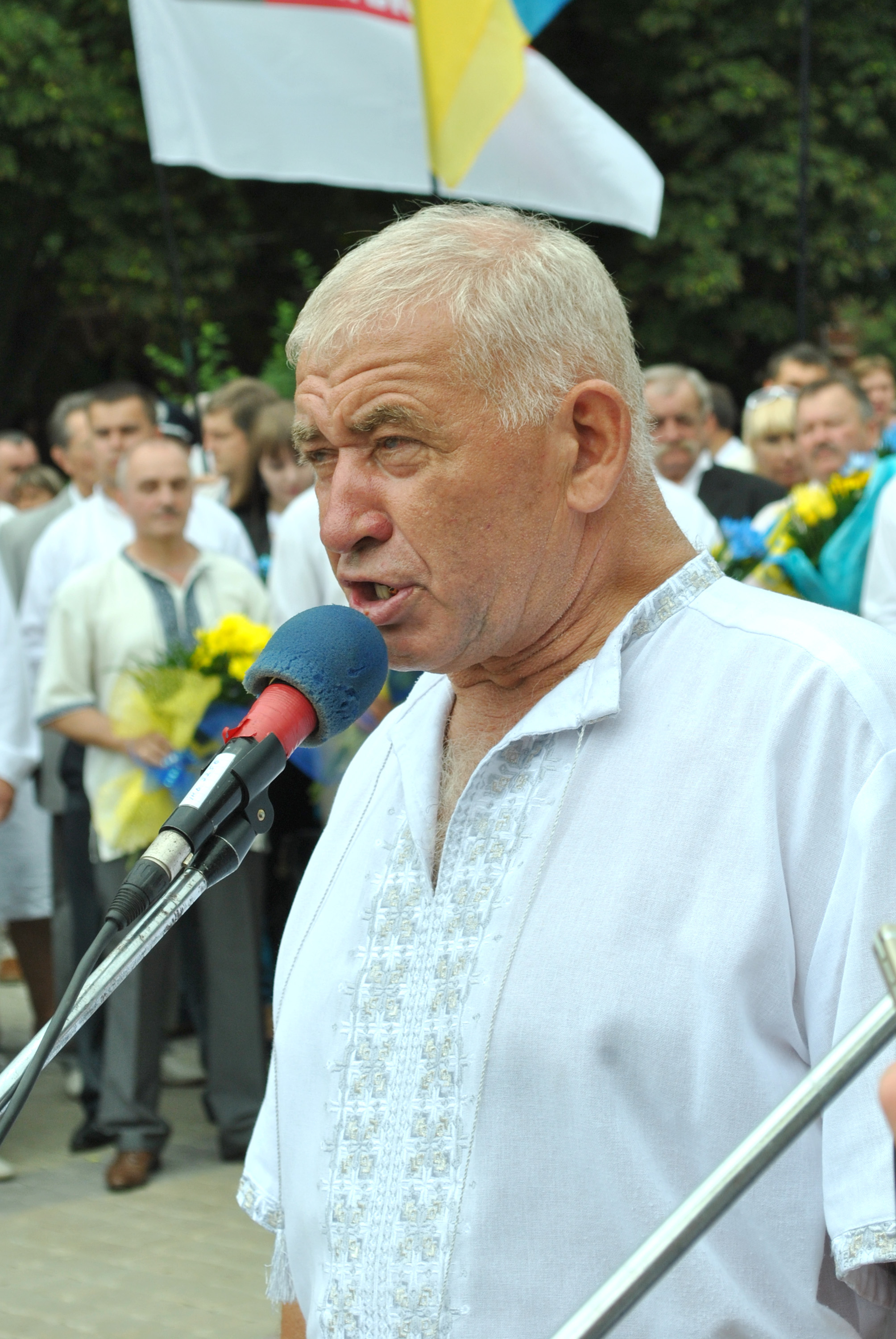
На День Державного Прапора України, 23.08.2012ном

У 1977—1985 роках — викладач педагогічного інституту в м. Бєльці (нині Молдова) та Київського університету (нині Київський національний університет імені Тараса Шевченка). У 1985—1993 роках — асистент, старший викладач історії давньої української та зарубіжної літератур Тернопільського державного педагогічного інституту (нині Тернопільський національний педагогічний університет імені Володимира Гнатюка).
У 1994—1998 роках — голова Зборівської районної ради і Зборівської районної державної адміністрації.
У 1998—1999 роках — доцент кафедри менеджменту освіти Тернопільського обласного інституту післядипломної педагогічної освіти; згодом директор Центру соціальних служб для молоді Тернопільського району.
Від 2002 року — заступник начальника управління культури Тернопільської ОДА.
Співзасновник і заступник голови Тернопільської крайової організації Народного Руху України (1989), член Української республіканської партії (1990), У 1992—1993 роках — голова Тернопільської обласної організації Української консервативної республіканської партії.
Помер 14 листопада 2020 року.

## Нагороди
- Орден Свободи (21 січня 2017) — за значний особистий внесок у державне будівництво, соціально-економічний, науково-технічний, культурно-освітній розвиток Української держави, справу консолідації українського суспільства, багаторічну сумлінну працю[3]
- «Почесний громадянин міста Тернополя» (2017)[4].

## Доробок
Автор низки літературознавчих публікацій та понад 2000 статей на суспільно-політичні теми, економічні, історичні, антикорупційні, наукові...